# Gallimimus bullatus
Gallimimus bullatus és una espècie de dinosaure ornitomímid que va viure al Cretaci superior (Maastrichtià), entre fa 75 i fa 70 milions d'anys. Les seves restes fòssils foren trobades a la formació de Nemegt a Mongòlia. Amb individus que arribaven a mesurar 6 metres de longitud i a pesar uns 440 kg, es tractava d'un dels ornitomimosaures més grossos. Gallimimus bullatus es coneix a partir de múltiples individus, des de joves (de 0,5 metres d'alçada a la cintura) fins a adults (de 2 metres d'alçada a la cintura). Aquesta abundància de restes fòssils en fan un dels ornitomímids més ben coneguts.

## Morfologia
Gallimimus bullatusis tenia una aparença similar a la dels estruços, amb un cap petit, ulls grossos, braços curts, cames llargues i una llarga cua. Un caràcter diagnòstic de Gallimimus és la distinctiva mà curta en relació amb la longitud de l'húmer quan es compara amb altres ornitomímids. Les seves potes davanteres eren relativament curtes comparades amb les posteriors, i acabaven en tres urpes a cada mà. Tot i estar afilades, no és clar que fossin gaire útils. Alguns experts han atribuït utilitat a les urpes de Gallimimus proposant que els podrien haver servit per a excavar el terra i aconseguir d'aquesta manera ous dels que alimentar-se. El cocient de l'avantbraç amb el braç arriba al 66% a Gallimimus, mentre que en les formes americanes varia del 70% a, fins i tot, el 91% a Dromiceiomimus. Una altra diferència respecte als seus parents nord-americans es veu en les comparacions de les longituds dels ossos. A Gallimimus el cocient de les vèrtebres dorsals amb les caudals del 85% és major que en altres gèneres, a Struthiomimus, per exemple, aquest cocient és d'aproximadament el 76%. Les vèrtebres sacres de Gallimimus també es distingeixen pel seu gran allargament respecte a la longitud del fèmur. Tanmateix, en la forma mongola els arcs neurals dorsals de les vèrtebres sacres no es fusionen totalment inclús en els espècimens madurs, en contrast amb les observats en Ornithomimus i Struthiomimus. Gallimimus utilitzava la cua com a contra-equilibri. Els ulls estaven localitzats als costats del seu cap, indicant que no tenia visió binocular. Com la majoria d'ocells moderns, tenia ossos buits. Gallimimus bullatusis presentava un nombre d'adaptacions que suggereixen una bona habilitat corredora, com les llargues cames, una llarga tíbia i metatarsians i els dits curts, però es desconeix a quina velocitat podia córrer. Les extremitats posteriors eren més llargues i de conformació similar a la dels estruços, amb la tíbia més llarga que el fèmur i dits molt allargats que sostenien el pes del cos en posició digitígrada.

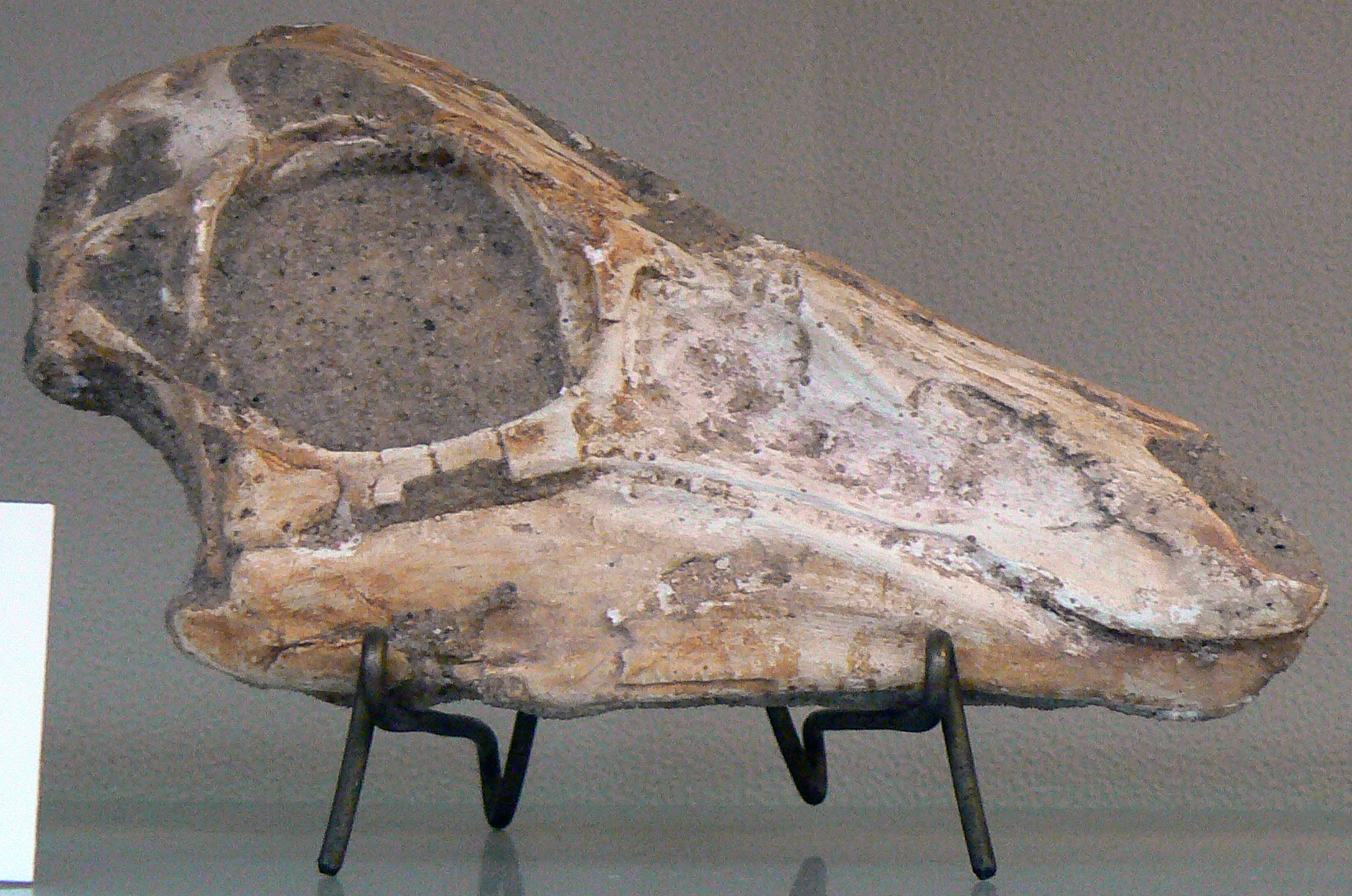
Crani d'un Gallimimus bullatus jove.

El crani, lleuger i aplanat allotjava un cervell relativament desenvolupat. Un bec fossilitzat és present en un crani de Gallimimus i la presència de crestes al bec s'ha interpretat com a part d'un mecanisme de filtratge similar al dels ànecs. De totes maneres, s'observen crestes similars en tortugues marines i els ornitomímids eren relativament comuns en entorns que s'assecaven estacionalment, en els que l'alimentació per filtratge probablement no era un estil de vida viable. Sembla més probable que Gallimimus era un omnívor, utilitzant el seu bec per a tallar plantes i capturar petits animals. La finestra mandibular externa es troba més reduïda en Gallimimus que en els altres ornitomimosaures. Els individus joves tenen una fossa més prominent a la cara caudal del quadrat i una foràmina pneumàtica oberta a la cara posterior dels processos paraoccipitals.

## Descobriment

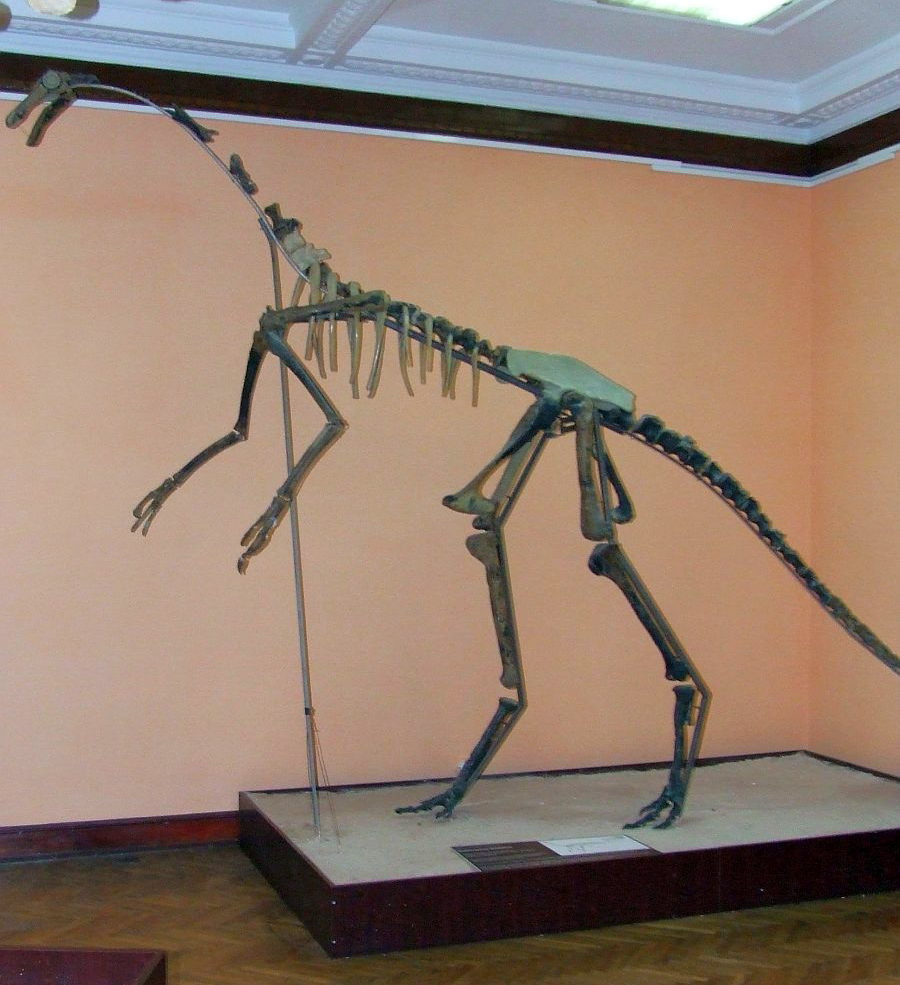
Esquelet de Gallimimus bullatus, Polònia.

Les restes fòssils d'aquest dinosaure foren descobertes a principis dels anys 1970 al Desert de Gobi de Mongòlia. L'any 1972, va ser anomenada pels paleontòlegs Rinchen Barsbold, Halszka Osmólska i Ewa Roniewicz. No es coneix cap altra espècie de Gallimimus. Una suposada segona espècie, "Gallimimus mongoliensis", mai s'ha atribuït formalment a aquest gènere. De fet, una reanàlisi recent de l'esquelet quasi complet de Gallimimus mongoliensis ha conclòs que no es tracta d'una espècie de Gallimimus, però pot representar un nou gènere de dinosaures ornitomímids encara per descriure.

## Filogènia
A continuació un cladograma dels ornitomimosaures amb la situació de Gallimimus segons Turner, Clarke, Ericson i Norell, 2007.
|         | Struthiomimus                                                |
|         |                                                              |
|         | Gallimimus                                                   |
|         |                                                              |
| unnamed | \| \| Ornithomimus \| \| \| \| \| \| Anserimimus \| \| \| \| |
|         | \| \| Ornithomimus \| \| \| \| \| \| Anserimimus \| \| \| \| |
|         | Ornithomimus                                                 |
|         |                                                              |
|         | Anserimimus                                                  |
|         |                                                              |

|  | Ornithomimus |
|  |              |
|  | Anserimimus  |
|  |              |

|         | Struthiomimus                                                |
|         |                                                              |
|         | Gallimimus                                                   |
|         |                                                              |
| unnamed | \| \| Ornithomimus \| \| \| \| \| \| Anserimimus \| \| \| \| |
|         | \| \| Ornithomimus \| \| \| \| \| \| Anserimimus \| \| \| \| |
|         | Ornithomimus                                                 |
|         |                                                              |
|         | Anserimimus                                                  |
|         |                                                              |

|  | Ornithomimus |
|  |              |
|  | Anserimimus  |
|  |              |

|         | Struthiomimus                                                |
|         |                                                              |
|         | Gallimimus                                                   |
|         |                                                              |
| unnamed | \| \| Ornithomimus \| \| \| \| \| \| Anserimimus \| \| \| \| |
|         | \| \| Ornithomimus \| \| \| \| \| \| Anserimimus \| \| \| \| |
|         | Ornithomimus                                                 |
|         |                                                              |
|         | Anserimimus                                                  |
|         |                                                              |

|  | Ornithomimus |
|  |              |
|  | Anserimimus  |
|  |              |

|         | Struthiomimus                                                |
|         |                                                              |
|         | Gallimimus                                                   |
|         |                                                              |
| unnamed | \| \| Ornithomimus \| \| \| \| \| \| Anserimimus \| \| \| \| |
|         | \| \| Ornithomimus \| \| \| \| \| \| Anserimimus \| \| \| \| |
|         | Ornithomimus                                                 |
|         |                                                              |
|         | Anserimimus                                                  |
|         |                                                              |

|  | Ornithomimus |
|  |              |
|  | Anserimimus  |
|  |              |

|         | Struthiomimus                                                |
|         |                                                              |
|         | Gallimimus                                                   |
|         |                                                              |
| unnamed | \| \| Ornithomimus \| \| \| \| \| \| Anserimimus \| \| \| \| |
|         | \| \| Ornithomimus \| \| \| \| \| \| Anserimimus \| \| \| \| |
|         | Ornithomimus                                                 |
|         |                                                              |
|         | Anserimimus                                                  |
|         |                                                              |

|  | Ornithomimus |
|  |              |
|  | Anserimimus  |
|  |              |

|         | Struthiomimus                                                |
|         |                                                              |
|         | Gallimimus                                                   |
|         |                                                              |
| unnamed | \| \| Ornithomimus \| \| \| \| \| \| Anserimimus \| \| \| \| |
|         | \| \| Ornithomimus \| \| \| \| \| \| Anserimimus \| \| \| \| |
|         | Ornithomimus                                                 |
|         |                                                              |
|         | Anserimimus                                                  |
|         |                                                              |

|  | Ornithomimus |
|  |              |
|  | Anserimimus  |
|  |              |

|         | Struthiomimus                                                |
|         |                                                              |
|         | Gallimimus                                                   |
|         |                                                              |
| unnamed | \| \| Ornithomimus \| \| \| \| \| \| Anserimimus \| \| \| \| |
|         | \| \| Ornithomimus \| \| \| \| \| \| Anserimimus \| \| \| \| |
|         | Ornithomimus                                                 |
|         |                                                              |
|         | Anserimimus                                                  |
|         |                                                              |

|  | Ornithomimus |
|  |              |
|  | Anserimimus  |
|  |              |

|         | Struthiomimus                                                |
|         |                                                              |
|         | Gallimimus                                                   |
|         |                                                              |
| unnamed | \| \| Ornithomimus \| \| \| \| \| \| Anserimimus \| \| \| \| |
|         | \| \| Ornithomimus \| \| \| \| \| \| Anserimimus \| \| \| \| |
|         | Ornithomimus                                                 |
|         |                                                              |
|         | Anserimimus                                                  |
|         |                                                              |

|  | Ornithomimus |
|  |              |
|  | Anserimimus  |
|  |              |

|         | Struthiomimus                                                |
|         |                                                              |
|         | Gallimimus                                                   |
|         |                                                              |
| unnamed | \| \| Ornithomimus \| \| \| \| \| \| Anserimimus \| \| \| \| |
|         | \| \| Ornithomimus \| \| \| \| \| \| Anserimimus \| \| \| \| |
|         | Ornithomimus                                                 |
|         |                                                              |
|         | Anserimimus                                                  |
|         |                                                              |

|  | Ornithomimus |
|  |              |
|  | Anserimimus  |
|  |              |

|         | Struthiomimus                                                |
|         |                                                              |
|         | Gallimimus                                                   |
|         |                                                              |
| unnamed | \| \| Ornithomimus \| \| \| \| \| \| Anserimimus \| \| \| \| |
|         | \| \| Ornithomimus \| \| \| \| \| \| Anserimimus \| \| \| \| |
|         | Ornithomimus                                                 |
|         |                                                              |
|         | Anserimimus                                                  |
|         |                                                              |

|  | Ornithomimus |
|  |              |
|  | Anserimimus  |
|  |              |

|         | Struthiomimus                                                |
|         |                                                              |
|         | Gallimimus                                                   |
|         |                                                              |
| unnamed | \| \| Ornithomimus \| \| \| \| \| \| Anserimimus \| \| \| \| |
|         | \| \| Ornithomimus \| \| \| \| \| \| Anserimimus \| \| \| \| |
|         | Ornithomimus                                                 |
|         |                                                              |
|         | Anserimimus                                                  |
|         |                                                              |

|  | Ornithomimus |
|  |              |
|  | Anserimimus  |
|  |              |

|         | Struthiomimus                                                |
|         |                                                              |
|         | Gallimimus                                                   |
|         |                                                              |
| unnamed | \| \| Ornithomimus \| \| \| \| \| \| Anserimimus \| \| \| \| |
|         | \| \| Ornithomimus \| \| \| \| \| \| Anserimimus \| \| \| \| |
|         | Ornithomimus                                                 |
|         |                                                              |
|         | Anserimimus                                                  |
|         |                                                              |

|  | Ornithomimus |
|  |              |
|  | Anserimimus  |
|  |              |

|         | Struthiomimus                                                |
|         |                                                              |
|         | Gallimimus                                                   |
|         |                                                              |
| unnamed | \| \| Ornithomimus \| \| \| \| \| \| Anserimimus \| \| \| \| |
|         | \| \| Ornithomimus \| \| \| \| \| \| Anserimimus \| \| \| \| |
|         | Ornithomimus                                                 |
|         |                                                              |
|         | Anserimimus                                                  |
|         |                                                              |

|  | Ornithomimus |
|  |              |
|  | Anserimimus  |
|  |              |

|         | Struthiomimus                                                |
|         |                                                              |
|         | Gallimimus                                                   |
|         |                                                              |
| unnamed | \| \| Ornithomimus \| \| \| \| \| \| Anserimimus \| \| \| \| |
|         | \| \| Ornithomimus \| \| \| \| \| \| Anserimimus \| \| \| \| |
|         | Ornithomimus                                                 |
|         |                                                              |
|         | Anserimimus                                                  |
|         |                                                              |

|  | Ornithomimus |
|  |              |
|  | Anserimimus  |
|  |              |

|         | Struthiomimus                                                |
|         |                                                              |
|         | Gallimimus                                                   |
|         |                                                              |
| unnamed | \| \| Ornithomimus \| \| \| \| \| \| Anserimimus \| \| \| \| |
|         | \| \| Ornithomimus \| \| \| \| \| \| Anserimimus \| \| \| \| |
|         | Ornithomimus                                                 |
|         |                                                              |
|         | Anserimimus                                                  |
|         |                                                              |

|  | Ornithomimus |
|  |              |
|  | Anserimimus  |
|  |              |

|         | Struthiomimus                                                |
|         |                                                              |
|         | Gallimimus                                                   |
|         |                                                              |
| unnamed | \| \| Ornithomimus \| \| \| \| \| \| Anserimimus \| \| \| \| |
|         | \| \| Ornithomimus \| \| \| \| \| \| Anserimimus \| \| \| \| |
|         | Ornithomimus                                                 |
|         |                                                              |
|         | Anserimimus                                                  |
|         |                                                              |

|  | Ornithomimus |
|  |              |
|  | Anserimimus  |
|  |              |

## En la cultura popular
Aquest dinosaure va aparèixer a la pel·lícula Parc Juràssic. Es veu un grup de Gallimimus corrent a través d'un gran camp, fugint d'un tiranosaure, que finalment caça i es menja un dels ornitomímids. Gallimimus també apareix a la primera seqüela de la pel·lícula Parc Juràssic: el món perdut.